# Banksy
Banksy (Bristol, 17 ottobre 1974) è un artista e writer britannico, considerato uno dei maggiori esponenti della street art, la cui vera identità rimane ancora sconosciuta.
I suoi stencil, infusi della cultura underground di Bristol e diffusi sulle strade e sui muri e ponti delle città di tutto il mondo, affrontano temi come la politica, la cultura e l'etica con spirito cinicamente satirico.

## Identità
(Brad Pitt)
Sulla reale identità di Banksy continuano i confronti e i dibattiti e nessuno sa ancora con certezza chi si nasconda dietro questo nome. Si ipotizza che Banksy possa essere in realtà una donna o, in alternativa, un collettivo composto da sei artisti riuniti sotto lo stesso nome. In un'intervista del 2003 con Simon Hattenstone di The Guardian, Banksy è stato descritto come "bianco, 28 anni, trasandato casual: jeans, maglietta, un dente d'argento, catena d'argento e orecchino d'argento. Sembra un incrocio tra Jimmy Nail e Mike Skinner dei The Streets".
Secondo uno studio condotto dal Mail on Sunday nel 2008, l'elusivo artista britannico sarebbe Robin Gunningham, già studente della Bristol Cathedral Choir School; i risultati di questa inchiesta sono stati confermati dagli studiosi della Queen Mary University di Londra che, servendosi del metodo di indagine della «profilazione geografica», mutuato dalle tecnologie poliziesche per la ricerca di criminali, hanno fatto corrispondere l'identità di Banksy a Gunningham. Alcuni, anche dopo un involontario accenno fatto dal musicista britannico Goldie durante un'intervista, ritengono che Banksy sia, in realtà, lo stesso 3D, ovvero il musicista e graffitista Robert Del Naja dei Massive Attack. Un'altra ipotesi avanzata è quella che il nome di Banksy dissimuli l'identità dell'artista svizzero Maître de Casson, circostanza da quest'ultimo smentita sul suo sito web.

## Opere

### Panoramica
Banksy è considerato uno dei maggiori esponenti di una branca della street art molto famosa, nota come post-graffiti e guerrilla art. La sua arte, infatti, trova espressione nella dimensione stradale e pubblica dello spazio urbano, realizzando pezzi che documentano la povertà della condizione umana. Le sue opere con un taglio ironico e satirico trattano tematiche tra le quali: le assurdità della società occidentale, la manipolazione mediatica, l'omologazione, le atrocità della guerra, l'inquinamento, lo sfruttamento minorile, la brutalità della repressione poliziesca e il maltrattamento degli animali. Per veicolare questo messaggio viene fatto ricorso a un'ampia gamma di soggetti, quali scimmie, topi (celebri ormai i suoi rats), poliziotti, ma anche bambini, gatti e membri della famiglia reale.
Manipolando abilmente i codici comunicativi della cultura di massa, Banksy traspone questi temi atroci in opere piacevoli e brillanti, in grado di sensibilizzare i destinatari sulle problematiche proposte e di trasformare il tessuto urbanistico delle città occidentali in luogo di riflessione. In tal senso, gli stencil di Banksy sono permeati da un'estetica diretta e intelligibile «come quella di un manifesto pubblicitario» che li sottrae alla marginalità e li restituisce alla fruizione di chiunque; la forte incidenza sociale del suo stile, infatti, rende le sue opere leggibili anche da bambini, come riportato dallo scrittore Paul Gough in un aneddoto:
Altra originalità dello stile di Banksy è la sua capacità di giocare sull'esito non scontato dei presupposti narrativi: la linearità delle sue figure, infatti, è sovvertita dalla presenza di elementi di dissonanza, che non invalidano la comprensibilità del messaggio, bensì ne rinforzano il sapore sarcastico e sovversivo. A titolo di esempio, nel murale No Ball Games sono raffigurati due bambini mentre si lanciano un cartello che vieta loro di giocare con la palla, ma che paradossalmente qui assume il valore della palla; è giocando con le contraddizioni impreviste e imprevedibili che si palesa l'ironia di Banksy, e l'opera si carica di forti connotazioni artistiche.

### Intervento in Cisgiordania

Opera di Banksy sulla barriera di separazione israeliana

La Cisgiordania e lo stato d'Israele sono separati da un muro lungo 70 km e da 670 km di recinzione con filo spinato, costruiti come misura cautelare contro il proliferare di attentati nel territorio israeliano. Questa struttura, come sancito nel 2004 dalla Corte internazionale di giustizia de L'Aia, è contraria al diritto internazionale, e ciò ha spinto Banksy a intervenire fisicamente sul muro con un totale di nove opere lungo il perimetro della struttura. I soggetti effigiati sono per la maggior parte bambini che non vogliono soggiacere alla barriera, e che tentano di aggirarla in volo aggrappati a dei palloncini, o di forarla con paletta e secchiello; se ciò non è possibile, si limitano a guardare i paradisi terrestri presenti al di là del muro attraverso degli squarci resi magistralmente con la tecnica del trompe-l'oeil. Egli ha inoltre allestito un albergo a Betlemme, proprio di fronte al muro, che ha provocatoriamente chiamato "The Walled Off Hotel".
Banksy: Thanks

Banksy: Grazie

Anziano: Non vogliamo che sia bello, odiamo questo muro, vai a casa.»

### Incursioni nei musei
Insofferente ai sistemi di diffusione e di produzione usuali, Banksy è un fiero detrattore della mercificazione dell'arte e del feticismo collezionistico:
(Banksy)
In segno di protesta, quindi, Banksy spesso si reca nelle gallerie d'arte più blasonate e vi appende clandestinamente opere realizzate in perfetto «stile» ma con particolari assolutamente anacronistici. In questo filone si inscrivono:
- Show me the Monet, dove un paesaggio tipico del maestro francese è invaso da due carrelli della spesa e un cono stradale;
- Ritratto, dove un gentiluomo settecentesco lascia sullo sfondo delle scritte spray contro gli orrori dei conflitti bellici (installato nel Brooklyn Museum e rimosso dopo otto giorni);
- Madama con maschera antigas, dove una donna dell'Ottocento ha il volto coperto con una maschera antigas (installato nel Metropolitan Museum of Art e rimosso dopo due ore);
- Arte murale, disegnato su un frammento pietroso alla maniera degli uomini primitivi, ma effigiante un uomo che traina un carrello della spesa;
- Tesco Value Tomato Soup, dove è raffigurata alla maniera warholiana una lattina di zuppa di pomodoro dei supermercati Tesco (installato negli ascensori del Museum of Modern Art).

### L'estate veneziana

L'opera di Banksy a Venezia, ritratta durante un picco di alta marea nel novembre 2019.

Banksy interviene anche nel peculiare contesto di Venezia durante l'inaugurazione della 58 Biennale d'arte, e la notte dell'8 maggio 2019 realizza il murale Naufrago bambino, a sostegno dei migranti bloccati in mare a causa della discussa politica di chiusura dei porti adottata del governo italiano in carica in quei mesi. Viene rappresentato un ragazzo che, con i piedi che ancora sfiorano l'acqua, indossa un giubbotto di salvataggio e alza verso il cielo un razzo segnaletico infuso in un fumo denso e rosa.
L'intervento viene realizzato su un muro contiguo al rio di San Pantalon - Rio Novo - il canale che costeggiando la sede dell'Università Ca' Foscari sfocia in Canal Grande.
A Venezia, Banksy è anche l'autore di una performance art intitolata Venice in Oil, in cui esprime un evidente sostegno ai comitati che chiedono l'interdizione del transito delle grandi navi da crociera nel bacino di San Marco e nel canale della Giudecca. Il titolo dell'opera richiama sia la tecnica utilizzata, l'olio su tela, sia l'inquinamento ambientale causato dal passaggio delle imbarcazioni di grande tonnellaggio. Fingendosi un pittore ambulante, sul suo cavalletto espone nove tele ad olio ispirate allo stile vedutista di Canaletto che rappresentano una nave da crociera che con le sue gigantesche dimensioni blocca la vista dei monumenti della fragile città.

## Tecnica
(Banksy)

Per realizzare quest'opera Banksy ha fatto ricorso alla tecnica dello stencil (nell'immagine, la Madonna con la pistola in piazza Gerolomini, a Napoli)

Il nome di Banksy è indissolubilmente legato alla tecnica utilizzata per i suoi murales, lo stencil, del quale è uno dei principali interpreti contemporanei. Si tratta di un genere già da tempo conosciuto e apprezzato dagli artisti associati alla sfera della street art, quali Blek le rat, Tristan Manco ed El Chivo: fu Banksy, tuttavia, il primo ad usare la stencil art con tale frequenza e creatività tanto da diventarne il punto di riferimento, e da fare raggiungere alla tecnica grande popolarità globale.
L'adozione della tecnica dello stencil si rese necessaria, per Banksy, per via della lentezza nella realizzazione dei murales, attività che richiede grande rapidità per scongiurare l'intervento della polizia; fu proprio nello stencil che Banksy individuò la soluzione a queste problematiche. Questa tecnica, infatti, si avvale di una «maschera in negativo dell'immagine che si vuole creare [ricavata] su un supporto rigido»; il writer poi non deve fare altro che poggiare la sagoma sulla superficie muraria che si è scelto di dipingere e spruzzare il colore negli spazi vuoti. In questo modo si concilia la rapidità di esecuzione stradale (Banksy, per dipingere un'opera, impiega solo quindici minuti, trascorrendo la maggior parte del tempo in studio a ritagliare la mascherina normografica) con una grande meticolosità e con l'eventualità di serializzare l'opera, che può essere riprodotta in modo identico tante volte quante si vuole.
Banksy si è espresso in questo modo sulla propria tecnica pittorica:

## Opere
Di seguito vengono riportate alcune opere di Banksy:
- Armoured Dove of Peace
- Art Buff
- Ballerina with Action Man Parts
- Girl with Balloon
- Better Out Than In
- Bomb Hugger
- Bombing Middle England
- Cardinal Sin
- Crayon Boy
- Devolved Parliament
- The Drinker
- Exit Through the Gift Shop
- Forgive Us Our Trespassing
- Flower Thrower
- Fragile Silence
- Glory
- Gorilla in a Pink Mask
- Keep Ou...
- Kissing Coppers
- Love is in the Bin
- Madonna con la pistola
- Migrant Child
- One Nation Under CCTV
- Painting for Saints
- Parachuting Rat
- Pulp Fiction
- Season's Greetings
- Self Portrait
- Slave Labour
- Sniper
- Space Girl and Bird
- Spy Booth
- The Mild Mild West
- The Son of a Migrant from Syria
- Think Tank
- Valentine's Banksy
- Spike

Nel maggio 2019 smentisce ufficialmente di aver realizzato l'opera chiamata Panda with Guns, precedentemente attribuitagli dalla critica.

## Libri
Banksy ha pubblicato diversi libri che contengono fotografie delle sue opere accompagnate da alcune annotazioni:
- Banksy, Banging your head against a brick wall, Banksy, 2001, ISBN 978-0-9541704-0-0.
- Robin Banksy, Existencilism, Banksy, 2002, ISBN 978-0-9541704-1-7.
- Cut it out, Banksy, 2004, ISBN 978-0-9544960-0-5.
- Banksy, Wall and piece, Century, 2005, ISBN 978-1-84413-786-2.
- Pictures of walls: around the world in eighty sprays, POW, 2005, ISBN 978-0-9551946-0-3.
- Banksy: you are an acceptable level of threat and if you were not, you would know about it, 4. ed, Carpet Bombing Culture, 2013, ISBN 978-1-908211-08-8.

## Cinema
Banksy ha creato un film documentario, Exit Through the Gift Shop, definito "il primo disastro del mondo dell'arte di strada", che ha fatto il suo debutto al Sundance Film Festival del 2010. Il film è uscito nel Regno Unito il 5 marzo 2010 e nel gennaio 2011 è stato candidato all'Oscar al miglior documentario. Nel 2014 è stato premiato come Person of the Year ai Webby Award 2014.